# Lagtävlingen i hoppning i ridsport vid olympiska sommarspelen 1996
Lagtävlingen i hoppning i ridsport vid olympiska sommarspelen 1996 var en av sex ridsportgrenar som avgjordes under de olympiska sommarspelen 1996. 

## Medaljörer
| Event        | Guld                                                                    | Silver                                                            | Brons                                                                       |
| Individuellt | Tyskland Franke Sloothaak Lars Nieberg Ulrich Kirchhoff Ludger Beerbaum | USA Peter Leone Leslie Burr-Howard Anne Kursinski Michael R. Matz | Brasilien Luiz Azevedo Alvaro Miranda Neto Andre Johannpeter Rodrigo Pessoa |

## Resultat
| Placering | Nation         | Fel    |
| --------- | -------------- | ------ |
| 1         | Tyskland       | 1,75   |
| 2         | USA            | 12,00  |
| 3         | Brasilien      | 17,25  |
| 4         | Frankrike      | 20,25  |
| 5         | Spanien        | 29,75  |
| 6         | Schweiz        | 32,00  |
| 7         | Nederländerna  | 32,25  |
| 8         | Irland         | 34,50  |
| 9         | Italien        | 36,00  |
| 10        | Sverige        | 36,75  |
| 11        | Österrike      | 40,00  |
| 11        | Storbritannien | 40,00  |
| 13        | Belgien        | 48,50  |
| 14        | Mexiko         | 61,50  |
| 15        | Japan          | 72,75  |
| 16        | Kanada         | 76,75  |
| 17        | Saudiarabien   | 120,00 |
| 18        | Australien     | 129,00 |
| -         | Argentina      | -      |